# Yukiya Arashiro
Yukiya Arashiro (Japans: 新城 幸也, Arashiro Yukiya; Ishigaki, 22 september 1984) is een Japans wielrenner die anno 2025 rijdt voor Toscana Factory Team Vini Fantini.

## Carrière
In 2009 reed Arashiro de Ronde van Frankrijk uit en was daarmee, samen met Fumiyuki Beppu, de eerste Japanner ooit die dit deed. In de vierde rit van de Ronde van Frankrijk 2012 kreeg hij de prijs van de strijdlust.
In de wegwedstrijd op de Olympische Spelen in Rio de Janeiro eindigde Arashiro op plek 27, op ruim negenenhalve minuut van winnaar Greg Van Avermaet.

## Belangrijkste overwinningen
2005
 Japans kampioen tijdrijden, Beloften
 Japans kampioen op de weg, Beloften
2007
 Japans kampioen op de weg, Elite
7e etappe Ronde van Japan
4e etappe Ronde van Hokkaido
2008
2e etappe Ronde van de Limousin
1e en 2e etappe Ronde van Okinawa
Eindklassement Ronde van Okinawa
2e etappe Ronde van Kumano
2011
 Aziatisch kampioen op de weg, Elite
2012
Eindklassement Ronde van de Limousin
2013
 Japans kampioen op de weg, Elite
2016
7e etappe Ronde van Japan
2018
Eindklassement Ronde van Taiwan
2019
Saitama Criterium
2022
 Japans kampioen op de weg, Elite
2023
 Aziatisch kampioenschap wegwedstrijd, Elite
2024
 Aziatisch kampioenschap tijdrijden, Elite

## Resultaten in voornaamste wedstrijden
| Jaar | Ronde van Italië | Ronde van Frankrijk | Ronde van Spanje |
| ---- | ---------------- | ------------------- | ---------------- |
| 2008 |                  |                     |                  |
| 2009 |                  | 129e                |                  |
| 2010 | 93e              | 111e                |                  |
| 2011 |                  |                     |                  |
| 2012 |                  | 84e                 |                  |
| 2013 |                  | 99e                 |                  |
| 2014 | 127e             | 65e                 |                  |
| 2015 |                  |                     | 65e              |
| 2016 |                  | 116e                | 106e             |
| 2017 |                  | 109e                |                  |
| 2018 |                  |                     |                  |
| 2019 |                  |                     | 110e             |
| 2020 | 89e              |                     |                  |
| 2021 | 77e              |                     | 116e             |
| 2022 |                  |                     |                  |
| 2023 | 123e             |                     |                  |
| 2024 |                  |                     |                  |

| Jaar | Milaan-San Remo | Gent-Wevelgem | Parijs-Roubaix | Amstel Gold Race | Luik-Bast.‑Luik | Ronde van Lombardije | Parijs-Tours | Brabantse Pijl | Waalse Pijl |  | WK op de weg |  | Wereldranglijsten |
| ---- | --------------- | ------------- | -------------- | ---------------- | --------------- | -------------------- | ------------ | -------------- | ----------- |  | ------------ |  | ----------------- |
| 2008 |                 |               |                |                  |                 |                      |              |                |             |  | 77e          |  |                   |
| 2009 |                 |               |                | 122e             | 108e            | 119e                 | 121e         | 70e            | opgave      |  |              |  | 240e (UWK)        |
| 2010 |                 |               |                |                  |                 |                      | 5e           | opgave         |             |  | 9e           |  | 218e (UWK)        |
| 2011 |                 | 28e           |                |                  |                 | opgave               | 37e          |                |             |  | 133e         |  |                   |
| 2012 |                 | 72e           |                |                  |                 |                      |              |                |             |  | opgave       |  |                   |
| 2013 |                 |               |                | 24e              | 46e             |                      |              | 38e            |             |  |              |  |                   |
| 2014 | 95e             |               |                | 10e              | opgave          |                      |              | 12e            |             |  | opgave       |  |                   |
| 2015 |                 |               |                |                  | opgave          |                      | 45e          | 12e            | 67e         |  | 17e          |  |                   |
| 2016 |                 |               |                |                  |                 |                      |              |                |             |  | 35e          |  |                   |
| 2017 |                 |               |                | opgave           | 95e             |                      |              |                | 102e        |  | 46e          |  | 340e (UWT)        |
| 2018 |                 |               |                |                  |                 |                      |              | 43e            |             |  |              |  |                   |
| 2019 |                 |               |                |                  |                 |                      |              |                |             |  | opgave       |  |                   |
| 2020 |                 |               |                |                  |                 |                      |              |                |             |  | opgave       |  |                   |
| 2021 | 117e            |               |                |                  |                 |                      |              |                |             |  | 49e          |  |                   |
| 2022 | 111e            | 78e           | opgave         |                  |                 |                      |              | opgave         |             |  | 39e          |  |                   |
| 2023 |                 |               |                |                  | opgave          |                      |              |                |             |  | opgave       |  |                   |
| 2024 |                 |               |                | 95e              | opgave          |                      |              |                | opgave      |  | opgave       |  |                   |

## Ploegen
- 2006 –  Cycle Racing Team Vang
- 2007 –  Nippo Corporation-Meitan Honpo co. LTD-Asada
- 2008 –  Meitan Hompo-GDR
- 2009 –  Bbox-Bouygues Telecom
- 2010 –  Bbox-Bouygues Telecom
- 2011 –  Team Europcar
- 2012 –  Team Europcar
- 2013 –  Team Europcar
- 2014 –  Team Europcar
- 2015 –  Team Europcar
- 2016 –  Lampre-Merida
- 2017 –  Bahrain-Merida
- 2018 –  Bahrain-Merida
- 2019 –  Bahrain-Merida
- 2020 –  Bahrain McLaren
- 2021 –  Bahrain-Victorious
- 2022 –  Bahrain-Victorious
- 2023 –  Bahrain Victorious
- 2024 –  Bahrain Victorious
- 2025 –  Toscana Factory Team Vini Fantini

Wielerploegen van Yukiya Arashiro
Arashiro ·
Belgy ·
Bernaudeau ·
Bonnaire ·
Bonnet ·
Bouyer ·
Chainel ·
Claude ·
Fédrigo ·
Gaudin ·
Gautier ·
Gène ·
Haddou ·
Jérôme ·
Labbe ·
Lefèvre ·
Le Floch ·
Martias ·
Pichot ·
Quéméneur ·
Rolland ·
Sokolov ·
Sprick ·
Trofimov ·
Tschopp ·
Turgot ·
Voeckler ·
Cousin (stagiair) ·
Guay (stagiair) ·
Hurel (stagiair) 
Arashiro ·
Bernaudeau ·
Bichot ·
Bonnet ·
Bouyer ·
Chainel ·
Charteau ·
Claude ·
Fédrigo ·
Gaudin ·
Gautier ·
Gène ·
Haddou ·
Jérôme ·
Lefèvre ·
Le Floch ·
Pichot ·
Quéméneur ·
Rolland ·
Sprick ·
Trofimov ·
Tschopp ·
Turgot ·
Voeckler ·
Vogondy ·
Cousin (stagiair) ·
Hurel (stagiair) ·
Reza (stagiair) 
Arashiro ·
Bernaudeau ·
Bouyer ·
Charteau ·
Chavanel ·
Claude ·
Cousin ·
Gaudin ·
Gautier ·
Gène ·
Haddou ·
Hurel ·
Jérôme ·
Kern ·
Le Floch ·
Pichot ·
Quéméneur ·
Reza ·
Rolland ·
Turgot ·
Veilleux ·
Voeckler ·
Lamoisson (stagiair) ·
Moritz (stagiair) ·
Nauleau (stagiair) 
Arashiro ·
Bernaudeau ·
Bouyer ·
Charteau ·
Chavanel ·
Chtioui ·
Claude ·
Cousin ·
Gaudin ·
Gautier ·
Gène ·
Haddou ·
Hurel ·
Jérôme ·
Kern ·
Malacarne ·
Pelucchi ·
Pichot ·
Quéméneur ·
Reza ·
Rolland ·
Thurau ·
Tulik ·
Turgot ·
Veilleux ·
Voeckler ·
Guillemois (stagiair) ·
Lecuisinier (stagiair) ·
Nauleau (stagiair) 
Arashiro ·
Berhane ·
Bernaudeau ·
Bouyer ·
Charteau ·
Chavanel ·
Coquard ·
Cousin ·
Gaudin ·
Gautier ·
Gène ·
Hurel ·
Jérôme ·
Kern ·
Lamoisson ·
Malacarne ·
Pichot ·
Quéméneur ·
Reza ·
Rolland ·
Thurau ·
Tulik ·
Turgot ·
Veilleux ·
Voeckler ·
Guillemois (stagiair) ·
Lecuisinier (stagiair) ·
Morice (stagiair) ·
Nauleau (stagiair) 
Arashiro · Berhane · Bernaudeau · Coquard · Cousin · Craven · Duchesne · Engoulvent · Gautier · Gène · Guillemois · Hurel · Jeandesboz · Jérôme · Kern · Lamoisson · Malacarne · Martinez · Méderel · Nauleau · Pichot · Quéméneur · Reza · Rolland · Sicard · Thurau · Tulik · Voeckler · Cardis (stagiair) · Cornu (stagiair) · Krainer (stagiair)
Arashiro · Bernaudeau · Boudat · Coquard · Cousin · Craven · Duchesne · Engoulvent · Gautier · Gène · Guillemois · Hurel · Jeandesboz · Jérôme · Lamoisson · Martinez · Méderel · Morice · Nauleau · Pichot · Quéméneur · Rolland · Sicard · Thévenot · Tulik · Voeckler · Guyot (stagiair) · Krainer (stagiair) · Sellier (stagiair)
Arashiro · Bono · Cattaneo · Cimolai · Conti · M. Costa · R. Costa · Đurasek · Feng · Ferrari · Grmay · Kasjavy · Kump · Meintjes · Modolo · Mohorič · Mori · Niemiec · Petilli · Pibernik · Polanc · Ulissi · Xu · Zurlo · Masnada (stagiair) · Ravasi (stagiair) · Troia (stagiair)
Agnoli · Arashiro · Boaro · Bole · Bonifazio · Božič · Brajkovič · Cink · Colbrelli · Feng · García · Gasparotto · Grmay · Haussler · Insausti · Izagirre · Moreno · Navardauskas · A. Nibali · V. Nibali · Novak · Pellizotti · Per · Pibernik · Siwtsow · Visconti · Wang · Garosio (stagiair) · Padoen (stagiair) · Toniatti (stagiair)
Agnoli · Arashiro · Boaro · Bole · Bonifazio · Božič · Colbrelli · Feng · García · Gasparotto · Haussler · G. Izagirre · J. Izagirre · Koren · Mohorič · Navardauskas · A. Nibali · V. Nibali · Novak · Padoen · Pellizotti · Per · Pernsteiner · Pibernik · Pozzovivo · Siwtsow · Visconti · Wang
Agnoli · Arashiro · Bauhaus · Bole · Caruso · Colbrelli · Dennis     · Feng · García · Garosio · Haussler · Koren · Mohorič · A. Nibali · V. Nibali · Novak · Padoen · Pernsteiner · Pibernik · Pozzovivo · Sieberg · Teuns · Tratnik · Wang · Williams
Arashiro · Battaglin · Bauhaus · Bilbao · Bole · Buitrago · Capecchi · Caruso · Cavendish · Colbrelli · Davies · Feng · García Cortina · Haller · Haussler · Inkelaar · Landa · Mohorič · Novak · Padoen · Pernsteiner · Pibernik · Poels · Sieberg · Teuns · Tratnik · Valls · Williams · Wright
Arashiro · Bauhaus · Bilbao · Buitrago · Capecchi · Caruso · Colbrelli  · Davies · Feng · Jack · Haller · Haussler · Inkelaar · Landa · Madan · Mäder · Milan· Mohorič · Novak · Padoen · Pernsteiner · Poels · Sieberg · Teuns · Tratnik · Valls · Williams · Wright
Arashiro · Bauhaus · Bilbao · Buitrago · Caruso · Colbrelli · Feng · Govekar (vanaf 1/6) · Gradek · Haig · Haussler · Landa · Maciejuk · Madan · Mäder · Milan· Mohorič · Novak · Osorio (tot 31/3) · Pernsteiner · Poels · Price-Pejtersen · Sánchez · Sütterlin · Teuns (tot 4/8) · Tratnik · Williams · Wright · Zambanini · Miholjević (stagiair)
Arashiro · Arndt · Bauhaus · Bilbao · Buitrago · Buratti (vanaf 12/4) · Caruso · Govekar · Gradek · Haig · Haussler (tot 7/4) · Kepplinger · Landa · Maciejuk · Madan · Mäder (overleden 16/7) · Miholjević · Milan· Mohorič · Pasqualon · Pernsteiner · Poels · Price-Pejtersen · Rajović · Scott · Sütterlin · Tiberi (vanaf 1/6) · Tu · Wright · Zambanini
Arashiro · Arndt · Bauhaus · Bilbao · Bruttomesso · Buitrago · Buratti · Caruso · Govekar · Gradek · Haig · Kepplinger · Madan · Miholjević · Mohorič · Pasqualon · Pickering · Poels · Price-Pejtersen · Rajović · Scott · Stannard (vanaf 19/8) · Sütterlin · Tiberi · Træen · Tu · Wiśniowski (vanaf 1/3) · Wright · Zambanini · Skerl (stagiair) · van der Meulen (stagiair) · Van Mechelen (stagiair)